# Prix Dumas-Millier
Le prix Dumas-Millier, de la fondation de Madame Marcelle Dumas-Millier, est un ancien prix annuel et indivisible de littérature, créé en 1965 par l'Académie française et « destiné à un écrivain de nationalité française, âgé d’au moins 45 ans, dont l'ensemble de l'œuvre honorera la langue française et contribuera au rayonnement de la pensée française ».

## Liste des lauréats
- 1965 : 
  - René Béhaine pour l'ensemble de son œuvre
- 1966 : 
  - Charles Oulmont pour l'ensemble de son œuvre
- 1967 : 
  - Ferdinand Alquié pour l'ensemble de son œuvre
- 1969 : 
  - Pauline de Pange pour Comment j’ai vu 1900
  - André Rousseaux pour l'ensemble de son œuvre
- 1970 : 
  - Marie Dormoy pour l'Édition des Œuvres et de la Correspondance de Paul Léautaud
  - Marie Mauron pour Suite provençale
- 1971 : 
  - Alfred Leroy pour l'ensemble de son œuvre
- 1972 : 
  - Suzanne Chantal-dos Santos pour l'ensemble de ses ouvrages consacrés au Portugal
  - Jean Deprun, Roland Desné et Albert Soboul pour les Œuvres complètes de Jean Meslier
- 1973 : 
  - Jean Bruneau (1922-2003) pour l'Édition de la Correspondance de G. Flaubert
  - Gabrielle Rolin pour Le mot de la fin
- 1974 : Jacques Vier pour l'ensemble de son œuvre
- 1975 : Léon-Gabriel Gros pour l'ensemble de son œuvre
- 1976 : Francine Mallet (1909?-2004) pour George Sand
- 1977 : Lucien Gachon pour l'ensemble de son œuvre
- 1978 : Henri Mitterand pour l'ensemble de son œuvre
- 1979 : Liliane Brion-Guerry pour l'ensemble de ses travaux sur l’histoire de l’art
- 1980 : Frédérique Hébrard pour l'ensemble de son œuvre
- 1981 : Caroline Mauriac pour François Mauriac, Lettres d’une vie (1904-1969)
- 1982 : Odette Joyeux pour Le XXe siècle de la danse
- 1983 : Georges Borgeaud pour l'ensemble de son œuvre
- 1984 : Roger Vrigny pour Sentiments distingués
- 1985 : Geneviève Rodis-Lewis pour l'ensemble de ses travaux sur Descartes
- 1986 : Julien Ries pour l'ensemble de son œuvre
- 1987 : Georges Delbard pour Jardinier du monde
- 1988 : Mme Claude de Leusse (1929-2008) pour La Regimbeuse